# Happurger See
Der Happurger See (366 m ü. NHN) ist ein Stausee, eingebettet in die Hersbrucker Alb, umgeben von der Houbirg (618 m), dem Deckersberg (586 m) und Reicheneck.

## Geschichtliches
Bevor der Happurger See 1955 erbaut wurde, befand sich im südöstlichen Bereich des heutigen Sees ein nur teilweise vollendetes Außenlager des Konzentrationslagers Flossenbürg. Dieses wurde im Herbst 1944 als Erweiterung des bereits bestehenden Lagers in Hersbruck am Ortsrand von Förrenbach errichtet und umfasste eine Fläche von 3,2 ha. Die Häftlinge wurden vor allem für die Errichtung der Doggerstollen im Bergstock der Houbirg eingesetzt.

## Zweck des Stausees

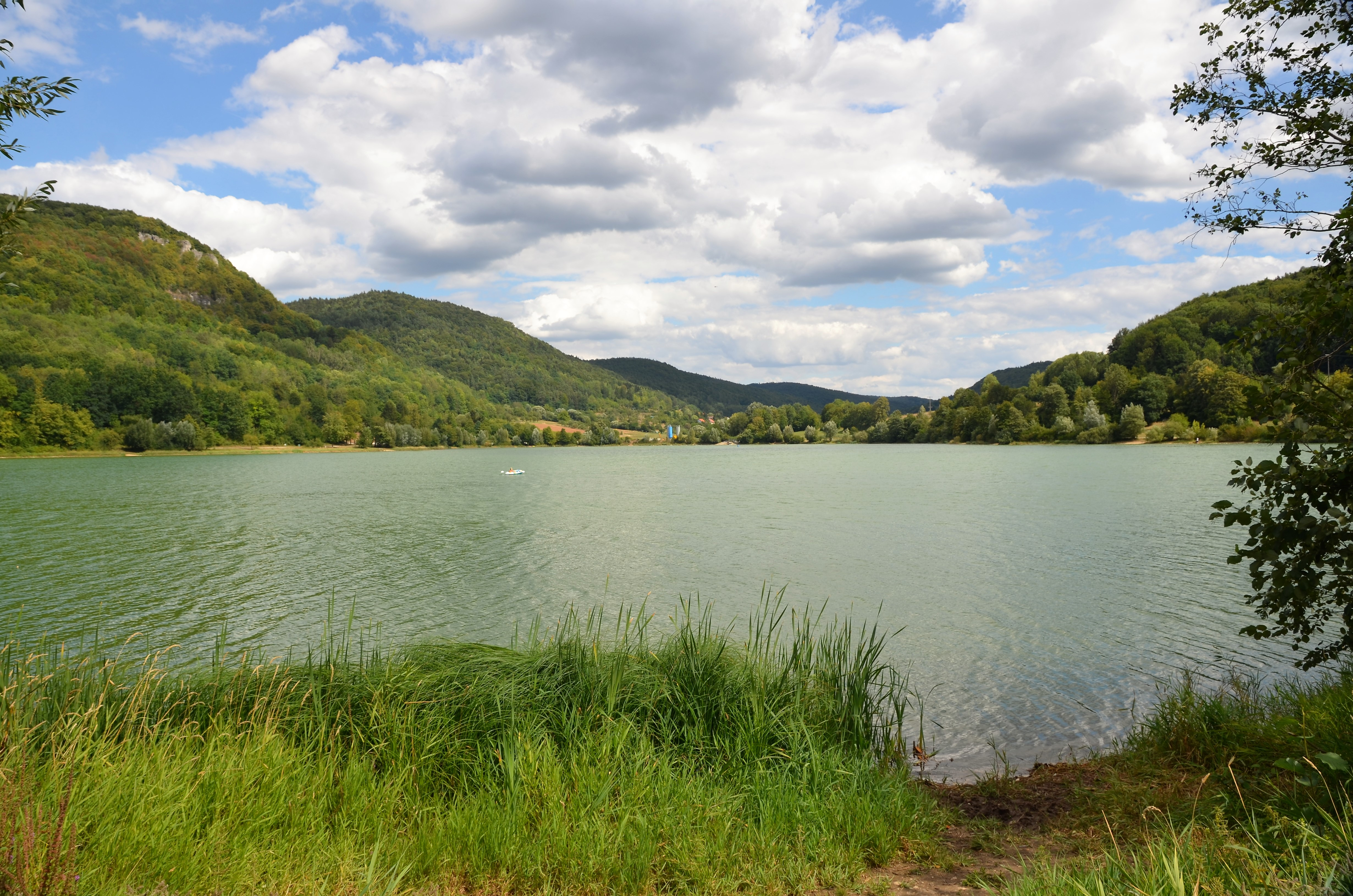
Der See im August 2018

Der See wird vom Happurger Bach und von dessen linkem Zufluss Kainsbach gespeist. Das 1958 in Betrieb gegangene Pumpspeicherkraftwerk Happurg der Großkraftwerk Franken AG (das später von E.ON aufging und heute zu Uniper gehört) nutzte den See als Unterbecken. Das dazugehörige Oberbecken liegt auf dem Deckersberg. Die Größe des Sees beträgt im Mittel etwa 55 Hektar. Den Namen hat der See von der angrenzenden Ortschaft Happurg. Erbaut wurde er von dem Nürnberger Architekten und Kulturpreisträger der Stadt Nürnberg Franz Reichel.
Bereits 1962 lief das Oberbecken durch unterirdische Hohlräume und Klüfte, in denen das Wasser des Oberbeckens versickerte, leer. Nach erneuten Versickerungen des Wasservorrates ist das Kraftwerk seit Januar 2011 außer Betrieb. Die Sanierungsarbeiten wurden immer weiter verschoben und eine Fertigstellung war anfangs für 2016 vorgesehen. Bereits 2013 wurde die Wiederinbetriebnahme nach Vorliegen des Sanierungsgutachtens auf 2017 verschoben.
Eine Wiederinbetriebnahme war lange Zeit fraglich, da ein Teil der Kraftwerkseinrichtung als Ersatzteile für andere Einrichtungen bereits ausgebaut wurde.
Trotzdem bestand immer noch die Aussicht auf Wiederinbetriebnahme.
Am 20. Juni 2024 gab der Betreiber Uniper bekannt, dass das Pumpspeicherwerk bis 2028 wieder an das Netz gehen soll. Uniper will für die Ertüchtigung rund 250 Mio. Euro investieren. Im Frühjahr 2025 wurde mit den Bauarbeiten begonnen, wobei als Erstes die Generatoren und Trafos bis 2026 vollständig überholt werden. Danach erfolgt die Abdichtung des Oberbeckens. Nach der geplanten Fertigstellung 2028 wird das Kraftwerk von der Zentralwarte in Landshut gesteuert.

## Lage
Der 1955 zum Zwecke der Elektrizitätsgewinnung angelegte Stausee liegt in der Mittelgebirgslandschaft der Frankenalb.
Die nächstgelegene Stadt ist Hersbruck, etwa 3 Kilometer nordwestlich des Sees.
Der See ist von der Autobahn A9 Nürnberg–Berlin, Ausfahrt Lauf–Hersbruck, auf der Bundesstraße 14 Richtung Hersbruck, an Hersbruck vorbei bis zur Abzweigung Happurg zu erreichen. Die Straße in Richtung Alfeld führt direkt am Südufer des Happurger Sees vorbei. Von der Autobahn sind es etwa 14 Kilometer. Alternativ kann die Autobahn A 6 Nürnberg–Amberg (Richtung Prag) bei der Ausfahrt Alfeld verlassen und über die Staatsstraße durch Alfeld Richtung Hersbruck zum See gefahren werden.
Mit der S-Bahn Nürnberg, Linie S 1, ist der See vom Haltepunkt Happurg aus nach etwa 1,5 km Fußweg durch den Ort erreichbar.
Der See ist außerdem mit einer Regionalbuslinie von Hersbruck her erreichbar.

## Freizeitnutzung
Das Gelände um den See ist als Landschaftsschutzgebiet ausgewiesen.
Aufgrund der Wassersportmöglichkeiten ist der Stausee ein Ausflugsziel für Urlauber und Badegäste. Am westlichen Ufer befindet sich ein Restaurant mit Außenbereich. Davor liegt ein Badestrand und ein Kinderspielplatz, dahinter ein Parkplatz. Surfer, Segler und Stehpaddler finden hier Einlassstellen. Boote mit Motor (außer für den Rettungsdienst) sind nicht zugelassen.
Seit 2011 ist das Pumpspeicherkraftwerk nicht mehr in Betrieb. Bis zu einer möglichen Wiederaufnahme ist nun der Wasserstand konstant. Früher wurde der Stausee nach Trockenperioden nicht immer voll geflutet und hatte dann einen geringeren Wasserstand. Bedingt durch den Pumpspeicherbetrieb hatte sich der Wasserstand je nach Strombedarf mit Schwankungen bis 4,5 Metern laufend geändert.
Bis 2017 wurden Tretboote verliehen. Nördlich liegt das Gelände des Segelclub Hersbruck und dessen Clubhaus. Am südlichen Ende gibt es Plätze für Fischer.
Rund um den See führt ein gut ausgebauter Weg mit Stationen des Happurger Geschichtsweges. Rundwege ermöglichen Wanderungen in die Umgebung der Hersbrucker Schweiz mit Naturlehrpfad, Geologischem Lehrpfad, Geologischem Rundweg. Ein markiertes Wanderwegenetz führt durch die Landschaft der Frankenalb, u. a. zum 612 m hohen Arzberg mit dem Aussichtsturm (vier Kilometer westlich).
Am nordöstlichen Ende liegen über dem See die Doggerstollen, gebaut in Zwangsarbeit von Häftlingen des KZ-Außenlagers Hersbruck, für eine unterirdische Fabrik, in der kriegswichtige BMW-Flugzeugmotoren produziert werden sollten.